# 东海岛经济开发试验区

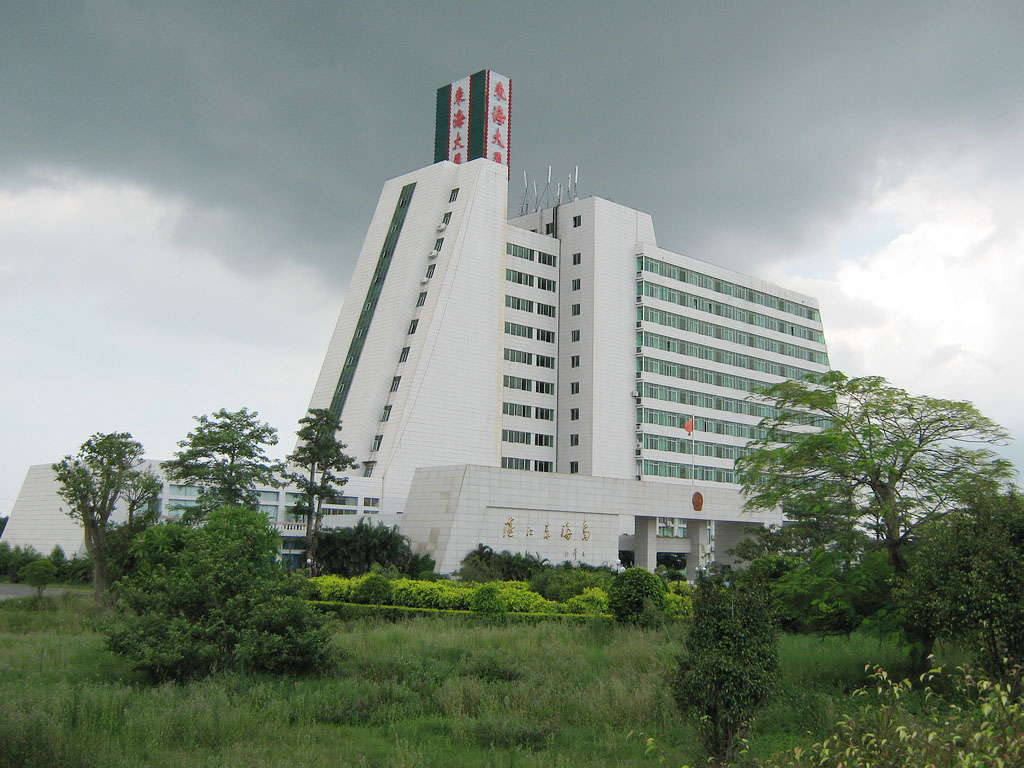
东海岛经济开发试验区管委会 东海大厦

东海岛经济开发试验区是中国广东省湛江市下辖的一个经济开发区，位于湛江市东南部。1992年7月由广东省政府批准成立，下辖东山镇、民安镇、东简镇、硇洲镇4个镇。总面积492平方公里，人口20.2万人，2003年国内生产总值为9.8亿元人民币。2010年4月，东海岛经济开发试验区并入湛江经济技术开发区。